# Feketeállú gyümölcsgalamb
A feketeállú gyümölcsgalamb (Ptilinopus leclancheri) a madarak osztályának galambalakúak (Columbiformes) rendjébe és a galambfélék (Columbidae) családjába tartozó faj.

## Rendszerezése
A fajt Charles Lucien Jules Laurent Bonaparte francia ornitológus írta le 1855-ben, a Trerolaema nembe Trerolaema leclancheri néven. Sorolják a Ramphiculus nembe Ramphiculus leclancheri néven is.

## Alfajai
- Ptilinopus leclancheri gironieri (J. Verreaux & Des Murs, 1862) - a Fülöp-szigetek szigetei közül Busuanga, Calauit, Culion és Palawan
- Ptilinopus leclancheri leclancheri (Bonaparte, 1855) - a Fülöp-szigetek szigetei közül Luzon és a Viszajan-szigetek
- Ptilinopus leclancheri longialis (Manuel, 1936) - a Fülöp-szigetek szigetei közül a Batan-szigetek (Batan, Calayan, Camiguin és Sabtang), valamint Lanyu (Tajvan szigetétől délre)
- Ptilinopus leclancheri taiwanus (Ripley, 1962) - Tajvan [2]

## Előfordulása
A Fülöp-szigetek és Tajvan területén honos. Természetes élőhelyei szubtrópusi és trópusi síkvidéki esőerdők. Állandó, nem vonuló faj.

## Megjelenése
Testhossza 26–28 centiméter, a hím átlagos testtömege 174 gramm, a tojóé 153–159 gramm.

## Életmódja
Gyümölcsökkel táplálkozik.

## Természetvédelmi helyzete
Az elterjedési területe nagyon nagy, egyedszáma viszont csökken, de még nem éri el a kritikus szintet. A Természetvédelmi Világszövetség Vörös listáján nem fenyegetett fajként szerepel.